# Sylvie Ayme
Pour les articles homonymes, voir Aymé.
Sylvie Ayme, née le 1er mars 1972, est une scénariste et réalisatrice française.
Après des études à la Fémis, Sylvie Ayme mène une carrière au cinéma et à la télévision en alternant les documentaires, les séries et les unitaires tant dans le genre de la comédie, la comédie dramatique que le polar.

## Biographie
En 1996, après deux courts métrages réalisés pendant ses études à la Fémis, Sylvie Ayme écrit et réalise son troisième court métrage « Le Galo bleu » diffusé sur Canal + et Arte qui reçoit les Prix du Public aux Rencontres Cinématographiques de Digne-les-Bains et au Festival du Court Métrage d'Istres.
Elle réalise ensuite un documentaire personnel L’Enfance retrouvée sur l'adoption et une série de docu-fictions avec la société Marathon Productions sur les enfants dans le monde, Mille enfants pour l’an 2000. « Pendant un an, j’ai parcouru le monde pour découvrir les enfants… Massaï en Tanzanie, Inca dans la Cordillère des Andes, les enfants moines en Thaïlande, les enfants orphelins de Phnom Penh au Cambodge, les enfants des favellas au Brésil etc… ».
De 1998 à 2005, Sylvie Ayme réalise 73 épisodes de la série Sous le soleil sur TF1. Après des séries dramatiques comme Dock 13 ou 25 Degré Sud, elle coécrit et met en scène son premier long métrage, la comédie Mes copines avec Léa Seydoux dont c'est le premier rôle au cinéma.
Alternant les unitaires et les séries dans les genres de la comédie et du policier : Mes amis, mes amours, mes emmerdes, Cassandre, Femmes de loi, Ariane Ferry, Mongeville, Alex Hugo, elle coécrit le téléfilm Le Pont du diable et met en scène la trilogie des Souvenirs avec Gaëlle Bona et David Kammenos, films qui se hissent en tête des audiences,.
Le 29 mai 2021, sa réalisation de Meurtres à Toulouse avec notamment Lionnel Astier et Camille Aguilar séduit près de 6 millions de téléspectateurs, enregistrant 26,6 % de part de marché, soit un record pour la collection des Meurtres à.... 
En juin 2021, Meurtres sur les îles du Frioul avec Francis Huster et Jérémy Banster est sélectionné au Festival de Monte-Carlo,.
« Ce qui me plaît, c’est ce travail sans cesse sur l’image et l’émotion. La matière brute du réalisateur, c’est l’humain. À tous les niveaux, avec les équipes, avec les comédiens. C’est un métier très complet, qui demande un investissement énorme et de se remettre sans cesse en question ».

## Filmographie

### Réalisatrice

#### Télévision
- 1998 : Mille enfants pour l’an 2000, série de docu-fictions, France 2
- 1998 : 	Planète des animaux, série jeunesse courts sujets animaliers, 17x3’, Canal J et la 5ème
- 1999 : 25° SUD (13 épisodes de 52 min- saison 1) avec Georges Claisse et Any Roman
- 2003 : Dock 13 (2 épisodes de 52- saison 1)
- 2003 : Arianne Ferry (2 épisodes de 52 min) avec Cécile Bois, Yannick Soulier, Fabrice Deville, Natacha Amal
- 1998-2005 : Sous le soleil (73 épisodes de 52 min) avec Bénédicte Delmas, Tonya Kinzinger, Grégory Fitoussi
- 2005 : Joséphine, ange gardien (90 min) avec Isabelle Renauld et Pierre Cassignard
- 2006 : Femmes de loi (2 épisodes de 90 min) : Dettes de sang et Clichés meurtriers avec Ingrid Chauvin et Natacha Amal, Jean-Pierre Bouvier
- 2007 : La Fille du chef (unitaire 90 min) avec Guy Marchand, Claire Borotra, Olivier Saladin, Philippe Magnan
- 2007 : Profession menteur (90 min) avec Bruno Debrandt et Anne Charrier
- 2008 : Camping paradis 2 (90 min) avec Laurent Ournac, Julien Cafaro, Bruno Debrandt, Cécile Bois, Olivier Saladin
- 2009 : Mes amis, mes amours, mes emmerdes... (saison 1, 6 épisodes de 52 min) avec Anne Charrier, Florence Pernel, Bernard Yerlès, Élise Tielrooy, Serge Hazanavicius, Bruno Madinier
- 2012 : Yasmina (90 min) avec Valérie Kaprisky
- 2015 : Candice Renoir (saison 4, épisodes 1 & 2) avec Cécile Bois et Raphaël Lenglet
- 2015 : Mongeville (épisode 7 et 8) avec Francis Perrin, Gaëlle Bona, Natalia Dontcheva, Guillaume Cramoisan, Pascal Elso, Philippe Duclos, Isabel Otero, Chloé Stefani, Émilie Hantz
- 2016 : Candice Renoir (saison 5 épisodes 1, 2 & 3) avec Cécile Bois et Raphaël Lenglet
- 2017 : Les Brumes du souvenir (90 min) avec Gaëlle Bona et David Kammenos
- 2017 : Cassandre avec Gwendoline Hamon, épisode Le pacte
- 2018 : Alex Hugo, épisode Celle qui pardonne
- 2019 : Le Pont du Diable (90 min)
- 2019 : Les Murs du souvenir (90 min) avec Gaëlle Bona et David Kammenos
- 2019 : Cassandre, épisodes Secret assassin et La rançon du silence
- 2020 : Les Ondes du souvenir (90 min) avec Gaëlle Bona et David Kammenos
- 2020 : Meurtres à Toulouse (90 min) avec Lionnel Astier et Camille Aguilar
- 2021 : Meurtres sur les îles du Frioul (90 min) avec Francis Huster et Jeremy Banster
- 2021 : Meurtres à Amboise (90 min)
- 2022 : Meurtres à Nancy (90 min)
- 2023 : Disparition inquiétante (série, épisode 6 « Peur sur le campus »)

#### Cinéma
- 1991 : Mea Culpa, court métrage 17 min en 35mm, diffusion festivals avec Vanina Michel et Pierre-Alexis Hollenbeck
- 1992 : L’Étreinte, court métrage 17 min avec Jean-Pol Dubois et Vincent Goury
- 1996 : Le Galo Bleu, court métrage 12 min (prix du public : festival de Digne-les-Bains, festival du Rousset, festival de Martigues)
- 1996 : L'Enfance retrouvée, film documentaire 60 min, diffusion France 2
- 1998 : Mon école, Ma famille, Mon animal série de docu-fictions (12 épisodes réalisés de 12 min) : L'école Steiner en Suisse, les enfants moines de Thaïlande, les enfants de la Cordillère des Andes et du Machu Picchu, etc. Tanzanie, Pérou, Cambodge, Brésil, Thaïlande
- 2006 : Mes copines, long métrage de 90 min avec Michel Noirey, Léa Seydoux et Soko

#### Web séries
- 2 be or not web série épisode 0 (12 min)
- 2012 : Dépôt de plaintes web série 10 × 4 min (saison 1) avec Olivier Saladin

### Scénariste
- 1992 : L'étreinte, court métrage
- 1995 : Le Galo bleu, court métrage
- 2006 : Mes copines
- 2012 : Dépôt de plaintes web série 10 × 4 min (saison 1) avec Olivier Saladin
- 2019 : Le Pont du Diable, co-écrit avec Eric Delafosse

## Distinctions

### Récompenses
- 1995 : Prix du public aux Rencontres Cinématographiques de Digne-les-Bains, au Festival du Court Métrage d'Istres pour Le Galo bleu
- Mon école, Ma famille, Mon animal : Prix de la meilleure série de création pour l'épisode sur les enfants Maassaï en Tanzanie

### Sélection
- Festival de Monte-Carlo 2021 : sélection officielle pour Meurtres sur les îles du Frioul